# Isalomastax canaliculata
Isalomastax canaliculata är en insektsart som beskrevs av Marius Descamps och Wintrebert 1965. Isalomastax canaliculata ingår i släktet Isalomastax och familjen Euschmidtiidae. Inga underarter finns listade i Catalogue of Life.